# Marcel Lévy
Marcel Lévy (París, 28 de enero de 1899 - París, 10 de febrero de 1994) es un escritor francés. 

## Biografía
Marcel Lévy es autor de La Vie et moi. Chronique et réflexions d'un raté, libro publicado en 1992, cuando el autor contaba con 93 años. En él, Lévy cuenta los fracasos de una larga vida en un tono que la crítica ha comparado al de Chamfort, Cioran o Léautaud.
El libro fue acogido favorablemente por crítica y público. Por ejemplo, Roland Jaccard en un artículo publicado en Le Monde declaraba: 

Marcel Lévy invente un nouveau genre littéraire : la déclaration de faillite.
Roland Jaccard, Le Monde.

Marcel Lévy murió poco tiempo después, en febrero de 1994, también en París.
En 2000, el editor Phébus publica Conversaciones en los Campos Elíseos, un libro póstumo de Marcel Lévy.